# Ca (Fluss)
Der Ca (vietnamesisch Sông Cả, auch Ngàn Cả oder Sông Lam genannt) ist ein 512 km langer Fluss in Südostasien. Er entspringt in den Loi-Bergen im nördlichen Laos und durchfließt im Norden Vietnams die Provinz Nghệ An, bevor er nahe der Stadt Vinh in das Südchinesische Meer mündet. Das Tal des Ca gilt als eine der Wiegen der vietnamesischen Kultur und war bereits in der Altsteinzeit besiedelt.